# Grete Heublein
Grete Heublein (Barmen, 29 januari 1908 – aldaar, 2 maart 1997) was een atlete uit Duitsland.
Op de Olympische Zomerspelen van Amsterdam in 1928 nam Heublein deel aan het onderdeel discuswerpen, waar ze als vijfde eindigde.
Vier jaar later, op de Olympische Zomerspelen van Los Angeles in 1932 werd ze wederom vijfde bij het discuswerpen, en nam ze ook deel aan het onderdeel 4x100 meter estafette, waarin het Duitse estafette team als zesde eindigde.
Heublein werd Duits nationaal kampioene kogelstoten in 1926, 1928, 1929 en 1931. Ook werd ze nationaal kampioene discuswerpen in 1930 en 1932. Ook stootte ze acht maal een wereldrecord bij het kogelstoten, en een wereldrecord bij het discuswerpen.